# آلفردو مارتینی
آلفردو مارتینی (ایتالیایی: Alfredo Martini; ۱۸ فوریهٔ ۱۹۲۱ – ۲۸ اوت ۲۰۱۴) دوچرخه‌سوار اهل ایتالیا بود. وی در مسابقات تور دو فرانس شرکت کرده است.